# Кюснет (Габалинский район)
Кюснет (азерб. Küsnət; лезг. Куьснет) — селение в Габалинском районе Азербайджана.

## География
Расстояние между Куснетом и районным центром Габалой – 2,5 км.

## История
«Камералное описание жителей города Нухи и Шекинской провинции за 1824 год» приводит информацию, о том, что жители деревни Кюснет являются выходцами из Губы (1799 год).
Кюснет относился к Куткашенскому магалу Шемахинской губернии, просуществовавшей с 1846 по 1859 год, пока она не была переименована в Бакинскую губернию.
Высочайшим указом «О преобразовании управления Кавказского и Закавказского края» от 9 декабря 1867 года учреждалась Елизаветпольская губерния, в состав которой вошли некоторые уезды Бакинской губернии. В дальнейшем Кюснет являлся одним из населённых пунктов Нухинского уезда Елизаветпольской губернии и относился к 4-му полицейскому участку.
В конце XIX века Кюснет вместе с деревней Лаза // Лазалы составляли Кюснетское сельское общество, а в начале XX века Кюснетское общество помимо них включало ещё и деревню Мычих.
8 августа 1930 года был образован Куткашенский район с центром в селении Куткашен, который в 1960 году получил статус посёлка городского типа. Куткашенский поселковый Совет тогда включал всего два населённых пункта (Куткашен и Кюснет). В 1973 году Куткашену предоставили статус города. Куткашенский городской Совет (горсовет) также состоял из Куткашена и Кюснета.

## Население
Кюснет является одним из мест компактного проживания лезгин. Его жители в дореволюционной литературе порой именовались «кюринцами», как тогда называли лезгин, либо «татарами» (то есть азербайджанцами).
По данным «Кавказского календаря» на 1856 год Кюснят (так в тексте по-русски; написание на местном языке ﻛﻮﺳﻨﺖ) населяли лезгины-сунниты, которые между собой говорили по-лезгински. Согласно материалам посемейных списков на 1886 год, здесь насчитывалось 342 человека (65 дымов) и все кюринцы-сунниты (лезгины-сунниты), которые были крестьянами.
В статистических материалах начала XX века жители чаще именуются «татарами» (азербайджанцы). Так, по сведениям «Кавказского календаря» на 1910 год в Кюснете за 1908 год проживало 398 человек, в основном «татары» (азербайджанцы). Всё то же самое повторяет и Памятная книжка Елисаветпольской губернии на 1910 год, но только в ней ещё указаны 60 дымов. Очередной «Кавказский календарь» на 1912 год приводит тот же этнический состав и ту же численность населения. В следующем «Кавказском календаре» на 1915 год вновь фигурируют «татары» (азербайджанцы), но численность жителей деревни уже 421 человек.
По Азербайджанской сельскохозяйственной переписи 1921 года Кюснет населяли 278 человек, преимущественно кюринцы (лезгины).

## Культура
В XIX веке в Кюснете изготовляли кинжалы, стоимость которых составляла от 40 копеек до 1 рубля. Их не только продавали на местных базарах, но вывозили «в большом количестве в Шушу и Тифлис». Русский финансист и экономист Ю. А. Гагейместер, в одном из своих сочинений (1850), оставил такую запись: «что-же касается до железных изделий лезгин селения Кюснат, то они далее Нухинского уезда едва-ли расходятся».
В деревне также занимались гончарным производством. Здесь в XIX веке имелись 2 заведения, которые ежегодно производили около 180 кувшинов. Эти кувшины вывозили на соседние рынки и продавали за 10-12 копеек каждый. Свидетелем процесса изготовления различных сосудов, в том числе кюпов и маслобоек, в 1955 году был и советско-азербайджанский археолог Г. Ахмедов.